# Stephen LaBerge
Stephen LaBerge (nascido em 1947) é um psicofisiologista e um líder no estudo científico sobre sonho lúcido. Em 1967, ele recebeu seu diploma de bacharel em matemática. Começou a pesquisar sobre sonho lúcido para seu Ph.D. em Psicofisiologia na Universidade Stanford, o qual ele recebeu em 1980. Desenvolveu técnicas para permitir que ele mesmo e outros pesquisadores entrassem num estado de sonho lúcido à vontade, mais notadamente a técnica MILD (indução mnemônica de sonhos lúcidos), que foi necessária para muitas maneiras de experimentação de sonho.  Em 1987, fundou O Instituto da Lucidez, uma organização que promove pesquisas sobre sonho lúcido, bem como opera cursos para o público em geral em como alcançar um sonho lúcido.
Sua técnica do movimento rápido dos olhos durante o sono REM como sinalização para um colaborador monitorar seu EEG, se tornou a primeira publicada. Com sinais cientificamente comprovados da mente de um sonhador dentro de um sonho para o mundo exterior. Antes o primeiro sinal confirmado veio de Alan Worsley em estudo na Inglaterra; mas seu grupo não publicou os seus resultados até mais tarde. Embora a técnica de LaBerge seja simples, ela abriu e ampliou novos caminhos de pesquisa sobre os sonhos e reiniciou o campo da pesquisa dos sonhos, ou onirologia (estudo dos sonhos).

## Dispositivos para facilitação de sonho lúcido
LaBerge desenvolveu uma série de dispositivos para ajudar os usuários a entrar no estado lúcido durante o sonho. O dispositivo original foi chamado de DreamLight, que foi descontinuado em favor do NovaDreamer, projetado pelo experiente sonhador lúcido Craig Webb para o Lucidity Institute em Stanford enquanto ele trabalhava lá e participou de pesquisas sobre sonho lúcido em Stanford. Mas, não é possível comprar qualquer um destes dispositivos a partir do site Lucidity Institute. Uma versão melhorada do NovaDreamer está supostamente em desenvolvimento.
Todos os dispositivos consistem de uma máscara usada sobre os olhos com LEDs posicionados sobre as pálpebras. O LED emiti pequenos flash sempre que a máscara detecta que o usuário tenha entrado sono REM. O estímulo é incorporado aos sonhos do usuário e pode ser reconhecido como um sinal de que estão sonhando.
LaBerge leciona atualmente em universidades e outras instituições profissionais, e abriga sessões de sonhos vívidos em vários locais.

## Link Externo
- The Lucidity Institute